# Йолай
Йолай в древногръцката митология е син на Ификъл, племенник и близък приятел на Херакъл (Херкулес).
Понякога се споменава, че е бил любовник на Херакъл. Когато Херакъл се бори с Лернейската хидра и от всяка нейна посечена глава израства нова, Йолай се намесва, като обгаря всеки врат, след като Херакъл отсече поредната глава. После го отървава и от рака, който се намесва в битката. Също така той му помага да хване и Критския бик (или Минотавъра) и други същества.